# Németh Ignác
Ketyei Németh Ignác (Berhida, 1844. október 19. – Budapest, 1908. március 12.) hírlapíró.

## Életútja
Németh Mihály molnár, birtokos bérlő (1848-ban a Veszprém megyei nemzetőrség hadnagya a Dráva mentén a horvátok ellen) és enyingi Falusy Anna fia. Iskoláit Veszprémben, Székesfehérvárt, Szegeden és Győrött, az egyetemi tanulmányokat 1868-tól Budapesten végezte. Mint hírlapíró 1869-től a gróf Andrássy Gyula miniszterelnök lapjának, a Pálffy Albert-féle Esti Lapnak munkatársa, ennek megszűntével (1870. december 31.) a miniszterelnökségi sajtóosztály tagja lett és hírlapírói érdemei jutalmául Wekerle miniszteri titkári címmel és jelleggel tüntette ki.
A Szegedi Hiradóban 1864-ben jelent meg a Vén halász című első költeménye és ez évben jelent meg a Fővárosi Lapokban pár Goethe-fordítása, 1865-ben pedig Győrött az akkori Dante-ünnepély alkalmával a Dante-ódájával díjat nyert. 1868-tól a főváros lapjaiban jelentek meg elbeszélései, rajzai, az élclapokban verses szatírái (ezek Közt feltűnt a Jókai Üstökösében az Isteni országgyűlés című, mely a Szini Károly-féle társadalombontó törekvéseket gúnyolta ki); első elbeszélése a Családi Körben (1870) jelent meg. A Nővilág által (1871) hirdetett beszélypályázaton Hetedik égből lefelé című víg elbeszélésével díjat nyert; a Beöthy Zsolt Athenaeumának belső munkatársa volt; elbeszéléseket és rajzokat írt a Képes Világba (1869., 1872.); a Magyarország és Nagyvilágba (1869); a Családi Körbe (1876. A húsevés ellenségeinek őse: Pithagorás). Számos cikke jelent meg a Magyar Államban (1879-1880. politikai főmunkatársa), a Fővárosi Lapokban, a Közvéleményben, Pesti Hirlapban (1879-től), Magyar Hirlapban (1886-87), Nemzetben (1890-1900), Magyar Ujságban, Pesti Naplóban, Hazánkban (1896) sat.

## Munkái
- Elbeszélések, rajzok. Bpest, 1879.
- Egy szem barackmag. Bpest, 1893. (Verses népies elbeszélés)
- Uzömi bűn, Bpest, … (Verses népies elbeszélés)